# Never Been Better
Never Been Better è il quarto album in studio del cantante inglese Olly Murs, pubblicato nel novembre 2014 (21 novembre in Irlanda e 24 novembre nel Regno Unito). L'album ha esordito al primo posto nella classifica britannica vendendo oltre 92 000 copie nella prima settimana e diventando così il terzo disco di Olly Murs a conquistare la vetta dell'UK albums chart. Il primo singolo estratto, Wrapped Up, è stato pubblicato il 14 novembre 2014, esordendo al terzo posto dell'UK singles chart. Il secondo singolo estratto, uscito il 23 dicembre 2014, è stato Up, in cui il cantante duetta con Demi Lovato. Il 27 marzo 2015 viene pubblicato il terzo singolo e la versione remix del brano Seasons e il 20 novembre pubblica una riedizione dell'album, chiamata  Never Been Better (Special Edition), con la casa discografica Sony Music Entertainment.

## Antefatti e successo musicale
Murs ha rivelato a luglio del 2013 di essere tornato in studio per scrivere e registrare nuovo materiale per il suo quarto album.
Per la realizzazione del quarto album, Murs ha collaborato con la cantautrice americana Demi Lovato, Wayne Hector, Claude Kelly e Steve Robson. Il 29 settembre 2014, Murs ha annunciato che il titolo dell'album sarà Never Been Better ed è stato pubblicato il 24 novembre dello stesso anno. L'album ha debuttato al primo posto nella UK Albums Chart. Il primo singolo dell'album Wrapped Up è stato pubblicato il 16 novembre 2014 e ha debuttato alla posizione numero tre della UK Singles Chart. Il secondo singolo Up feat. Demi Lovato raggiunse la posizione numero quattro della UK Singles Chart. Il 10 febbraio 2015 Murs ha confermato sul suo account Twitter che il terzo singolo estratto dall'album sarebbe stato il brano Seasons. Il 12 dicembre 2014, Murs ha pubblicato un EP di Natale intitolato Unwrapped (Live) in esclusiva su Google Play.
Durante un concerto a The O2 Arena il 4 maggio 2015, e in seguito sul suo account Twitter, Murs ha confermato che il quarto singolo dell'album sarebbe stato il brano Beautiful to Me. Il 20 novembre 2015 è stata pubblicata un'edizione speciale dell'album Never Been Better con tracce extra e un DVD tour, anticipata dal singolo Kiss Me, uscito in ottobre, che ha raggiunto la posizione numero 11 della UK Singles Chart.

## Tracce[8]
1. Did You Miss Me – 3:16
2. Wrapped Up (feat. Travie McCoy) – 3:05
3. Beautiful to Me – 4:05
4. Up (feat. Demi Lovato) – 3:44
5. Seasons – 3:37
6. Nothing Without You – 3:34
7. Never Been Better – 4:16
8. Hope You Got What You Came For – 3:25
9. Why Do I Love You – 3:42
10. Stick With Me – 3:37
11. Can't Say No – 3:10
12. Tomorrow – 3:38
13. Let Me In – 4:03

Durata totale: 47:12

### Tracce Deluxe Edition[9]
1. We Still Love – 3:16
2. Us Against The World – 3:28
3. Ready For Love – 3:26
4. History – 3:28

### Tracce Special Edition[10]
1. Kiss Me – 3:18
2. Stevie Knows – 3:11
3. If I Stay – 3:49
4. Sacrifice – 2:45
5. Love Shouldn't Be This Hard – 3:39
6. Up [Live Lounge] (feat. Ella Eyre) – 3:43
7. Last Christmas (Live Lounge) – 3:56

## Classifiche
| Classifica (2014)                   | Picco posizioni |
| ----------------------------------- | --------------- |
| Australia (ARIA)                    | 27              |
| Austria (Ö3 Austria)                | 40              |
| Belgio (Ultratop Fiandre)           | 157             |
| Danimarca (Hitlisten)               | 38              |
| Finlandia (Suomen virallinen lista) | 28              |
| Germania (Offizielle Top 100)       | 38              |
| Irlanda (IRMA)                      | 7               |
| Norvegia (VG-lista)                 | 31              |
| Scozia (OCC)                        | 1               |
| Svezia (Sverigetopplistan)          | 50              |
| Svizzera (Schweizer Hitparade)      | 20              |
| Regno Unito (OCC)                   | 1               |
| USA (Billboard 200)                 | 42              |